# Djavakhéti (cheval)
Pour l’article homonyme, voir Djavakhéti.
Le Djavakhéti (géorgien : javakheti) est une race de chevaux de selle et de trait originaire de Géorgie. Formée au milieu du XIXe siècle, elle provient de croisements entre juments de selle et étalons de trait. Ce cheval résistant existe en trois types.

## Histoire
La race trouve son origine dans le croisement pratiqué entre des juments de Crimée et du Don avec des étalons de race Trait russe de 1841 à 1845, puis des étalons Ardennais, Trait belge et Percheron à partir de 1938, sur le plateau de Djavakhéti,. Dans les années 1970, la Géorgie soviétique est connue pour son élevage de chevaux de trait lourds.
Le développement de l'élevage équin en Géorgie a entraîné la caractérisation de trois races géorgiennes : le Djavakhéti est l'une d'elles. La description et la caractérisation d'une femelle est publiée en 2002.

## Description

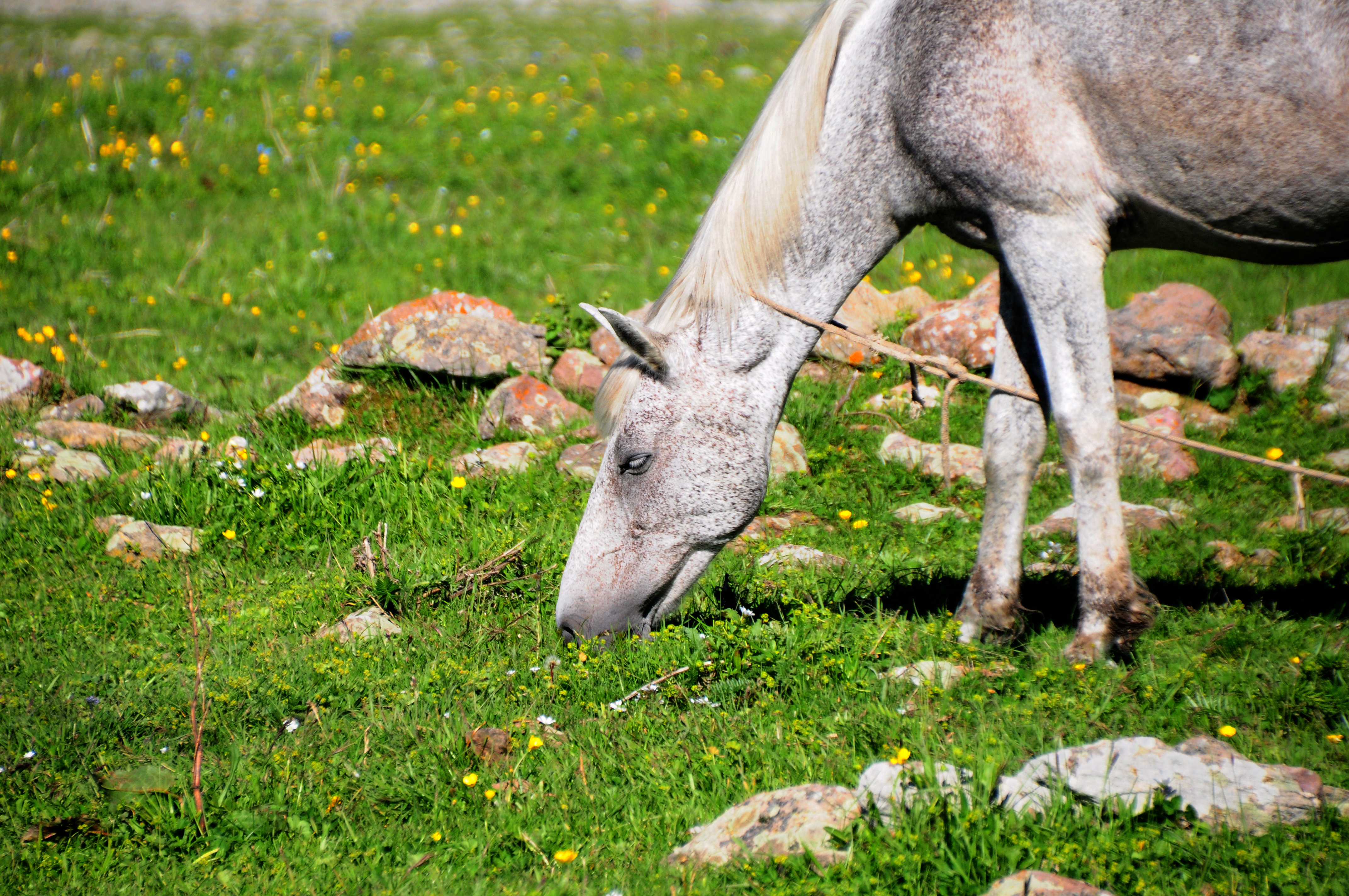
Cheval gris au lac de Paravani.

D'après le guide Delachaux, les femelles toisent en moyenne 1,41 m, et les mâles 1,46 m. La race se divise en trois types.
La constitution est forte. La tête est de profil rectiligne, le garrot moyennement sorti et le dos plutôt long. La croupe, faiblement inclinée, porte une queue attachée bas.
La robe est le plus souvent sombre, notamment le bai foncé, le noir ou le gris foncé, avec des marques blanches fréquentes.
La race est réputée pour la qualité de son trot et son tempérament vigoureux.

## Utilisation
Il sert de cheval de selle et de bât, les juments sont aussi croisées avec des baudets pour donner naissance à des mules.

## Diffusion de l'élevage
C'est une race rare. Il est propre au haut plateau volcanique arménien de Djavakhéti, situé en Géorgie. La base de données DAD-IS n'indique pas de niveau de menace. L'étude menée par l'Université d'Uppsala pour la FAO et publiée en août 2010 signale le Javakhuri Harness Horse comme une race locale dont le niveau de menace est inconnu.